# 2014년 한국프로야구
KBO 리그의 2014년 시즌은 KBO 리그의 33번째 시즌이며, 대한민국의 9개 프로 야구 구단들이 참가한다, 2013년 한국프로야구 시즌에 이어 한국야쿠르트가 2년 연속 타이틀 메인 스폰서로 참여함에 따라 공식 명칭은 2014 한국야쿠르트 세븐 프로야구였다.

## 달라지는 점
- 팀당 경기 수 : 팀당 128경기 (시즌 총 576경기)로 진행된다. 하나의 구단은 각 구단과 16경기씩을 치른다.
- 시즌 중간에 2014년 아시안 게임이 개최된다.
- KIA 타이거즈가 새 홈구장인 광주기아챔피언스필드에서 시즌을 시작한다.
- 롯데 자이언츠의 제 2홈구장인 울산문수야구장이 개장한다.
- 외국인 선수 보유가 8구단 (삼성, LG, 두산, KIA, 롯데, 한화, SK, 넥센)은 기존 2명 보유에서 3명 보유에 2명 출전으로, 9구단 NC는 이번시즌만 4명 보유에 3명 출전이고, 10구단 kt는 2년간 (2015시즌, 2016시즌) 4명 보유에 3명 출전으로 변경되었다. (외국인 선수 보유 인원을 한도까지 사용할 경우, 모두 투수로 뽑거나 모두 타자로 뽑을 수 없다.)
- 주말 3연전 우천 취소시 취소된 경기를 월요일에 편성하게 된다.
- 개막 2연전과 4~5월 9~10월에 열리는 일요일 및 공휴일경기는 오후 2시에 경기를 개시하게 된다.
- 포스트시즌 평일 경기 개시시간은 팬들의 편의를 위해 오후 6시 30분으로 조정된다.

## 새롭게 개정되는 룰
- 1. 야구규칙 6.10 (b) 지명타자의 교체
‘지명타자가 퇴장을 당하면 감독은 곧바로 지명타자의 타순에 들어갈 교체 선수를 주심에게 통보하여야 한다’는 조항 ③이 추가되었다.
- 2. 야구규칙 8.05 (b), (C) 원주 - 보크
8.05(b): 투수판에 중심발을 대고 있는 투수가 1루 또는 3루에 송구하는 시늉만 하고 실제로 송구하지 않았을 경우 보크가 된다.
8.05(c): 투수는 베이스에 송구하기 전에 그 베이스 쪽으로 직접 발을 내디뎌야 하며 발을 내디딘 후에는 송구하지 않으면 보크가 된다.(2루는 예외). 주자 1.3루때 투수가 3루 주자를 묶기 위하여 3루쪽으로 발을 내디뎠으나 실제로는 송구하지 않고(축발은 투수판을 밟은 채), 1루 주자가 2루로 뛰는 것을 보고 1루 쪽을 향하여 발을 딛자마자 송구하면 보크가 된다.
- 3. 대회요강 제 1조 6항 경기의 스피드업
6항: 투수가 로진을 묻히는 행위와 관련
투수는 로진을 과다하게 묻히거나, 다른 곳(팔,모자,바지 등)에 묻히는 행위를 해서는 안된다. 또한 로진을 집어 들고 털어내는 행동을 해서는 안된다. 투수가 이와 같은 행동을 하였을 경우 첫 번째는 경고, 두 번째부터는 볼로 판정한다.
추가합의 사항 5항: 타격용 스프레이 사용과 관련
경기도중 타격용 스프레이는 프레온가스가 들어 있지 않은 제품에 한해서 사용을 허가한다.
- 경기스피드업 추가사항(가, 다): 투수 교체 시간 및, 머리에 스치거나 맞히는 투구 관련
가. 경기 중 투수 교체시 해당 투수는 통보와 함께 신속하게 마운드로 이동한다.
이닝도중 투수 교체시간은 기록원 통보시점부터 2분 45초이며 전광판에 교체시간을 표시한다. 주심은 2분30초가 경과된 시점에 정해진 연습투구가 되지 않았어도 <연습투구는 마지막 1개>등의 지시를 내린다.
다. 주심은 투구(직구)가 타자의 머리 쪽으로 날아왔을 때 맞지 않더라도 1차로 경고하고 맞았거나 스쳤을 때에는 고의 여부와 상관없이 투수를 퇴장 조치한다.
4. 기타: 야구장 외야펜스 광고 색상 관련
- 가. 펜스바탕색 진녹색 및 진청색을 권장
나. 글씨 유색 허용
다. 파울 폴 주변 흰색금지
라. 외야 비거리표시 노란색을 권장

## 구단별 캐치프레이즈 (슬로건)
- 삼성 라이온즈 : Together, RE:Start! BE Legend!
- 두산 베어스 :2014 뒤흔들 Hustle Doo!
- LG 트윈스 : 승리를 향한 열정! 더 높은 곳을 향한 2014!
- 넥센 히어로즈 : Go for the Championship
- 롯데 자이언츠 : 거인의 근성을 깨워라, 2014 Champ!
- SK 와이번스 : Touch Wyverns! Go V4!
- NC 다이노스 : 거침없이 가자! 동반질주
- KIA 타이거즈 : All New Stadium, All New KIA TIGERS!!
- 한화 이글스 : 2014! 독수리여 깨어나라!

## 선수 이동

### 시즌 전 명단
- 신인 지명선수
  - 삼성 라이온즈 : 이수민, 안규현, 박계범, 박제윤, 배진선, 김재현, 구준범, 최선호, 김희석, 홍유상, 백승민
  - SK 와이번스 : 이건욱, 박규민, 유서준, 박민호, 이진석, 정영일, 서동민, 이승진, 나세원
  - 두산 베어스 : 한주성, 최병욱, 전용훈, 이성곤, 정기훈, 김경호, 심형석, 최형록, 문진제, 문지훈
  - 롯데 자이언츠 : 김유영, 문동욱, 이인복, 심규범, 배성근, 신원재, 이창진, 김재열, 권태양, 마상우, 이상준
  - KIA 타이거즈 : 차명진, 강한울, 박상옥, 김지훈, 김영광, 박찬호, 박준태, 이진경, 박진두, 최원준, 류현철
  - 넥센 히어로즈 : 임병욱, 하영민, 임지열, 김하성, 구자형, 박병훈, 이용하, 김광영, 이재림, 김윤환
  - LG 트윈스 : 임지섭, 배병옥, 장준원, 양석환, 류형우, 한석현, 진재혁, 조윤성, 오세민, 김정택, 박재욱
  - 한화 이글스 : 황영국, 최영환, 김민수, 박준혁, 박한길, 조영우, 정광운, 이창열, 서균, 정우석, 노태형
  - NC 다이노스 : 강민국, 배재환, 박광열, 이지우, 김태진, 홍지운, 이찬우, 정성민, 장민호, 구황, 김학성
  - KT 위즈[1]: 박세웅, 문상철, 안승한, 김병희, 심우준, 안중열, 고영표, 조현우, 김성윤, 안상빈, 양형진, 김민혁, 이영준, 이지찬, 장현진, 양효석

- FA 이적 선수
  - 정근우 : SK 와이번스 → 한화 이글스[2]
  - 이용규 : KIA 타이거즈 → 한화 이글스
  - 이종욱: 두산 베어스 → NC 다이노스[3]
  - 손시헌 : 두산 베어스 → NC 다이노스[4]
  - 이대형 : LG 트윈스 → KIA 타이거즈
  - 최준석: 두산 베어스 → 롯데 자이언츠

- FA 영입에 따른 보상선수 이적 선수
  - 한승택 : 한화 이글스 → KIA 타이거즈 (이용규의 보상선수 자격으로 이적)[5]
  - 신승현 : KIA 타이거즈 → LG 트윈스 (이대형의 보상선수 자격으로 이적)
  - 김수완 : 롯데 자이언츠 → 두산 베어스 (최준석의 보상선수 자격으로 이적)

- 방출 선수
  - 두산 베어스 : 김선우, 오성민, 김동길
  - 롯데 자이언츠 : 정보명, 이인구, 권영준, 박건우, 변용선
  - 한화 이글스 : 김일엽, 이상우, 신경현, 최승환, 백승룡, 강동우, 노민성, 연경흠, 오재필, 임세업
  - SK 와이번스 : 민경수, 최영필, 권영진
  - 삼성 라이온즈 : 신명철, 양지훈, 한겸
  - LG 트윈스 : 정재복, 조영민, 김일경, 임도현
  - 넥센 히어로즈 : 김태훈, 김성진, 신유원, 조덕길, 전민수
  - NC 다이노스 : 박정훈, 한윤기, 황덕균, 김동건
  - KIA 타이거즈 : 김종훈, 손동욱, 오준형, 이효상, 전우엽, 최향남, 박효일, 류은재, 박찬, 서용주, 윤민섭, 최준식, 최훈락

- 방출후 이적선수
  - 백승룡 : 한화 이글스 → 넥센 히어로즈
  - 김선우 : 두산 베어스 → LG 트윈스
  - 신명철 : 삼성 라이온즈 → KT 위즈
  - 황덕균 : NC 다이노스 → KT 위즈
  - 최향남 : KIA 타이거즈 → 고양 원더스
  - 이인구 : 롯데 자이언츠 → 고양 원더스
  - 최영필 : SK 와이번스 → KIA 타이거즈
  - 임창용 : 시카고 컵스 → 삼성 라이온즈

- 국군체육부대 입단 선수
  - 롯데 자이언츠 : 고원준, 진명호, 김상호
  - 두산 베어스 : 안규영, 박세혁, 김동한, 이우성
  - KIA 타이거즈 : 김윤동
  - 넥센 히어로즈 : 박종윤, 김상수, 지재옥
  - SK 와이번스 : 문승원, 정영일
  - 한화 이글스 : 김용주, 오선진, 하주석
  - LG 트윈스 : 정주현
  - NC 다이노스 : 강구성, 박상혁

- 경찰청 입단 선수
  - 삼성 라이온즈 : 배영섭, 박상원, 성의준
  - 롯데 자이언츠 : 김성호
  - 한화 이글스 : 김경태, 양성우, 최윤석
  - 넥센 히어로즈 : 신재영
  - KIA 타이거즈 : 박기철, 홍재호, 한승택
  - NC 다이노스 : 이형범, 장현식, 강진성
  - LG 트윈스 : 임찬규, 강승호, 이천웅
  - SK 와이번스 : 임치영, 이정담
  - 두산 베어스 : 김인태

- 공익 입단 선수
  - 넥센 히어로즈 : 이보근

- 군제대선수
  - 삼성 라이온즈 : 이영욱, 임현준, 김재우, 문선엽
  - 두산 베어스 : 이현승, 최현진, 윤도경, 장민익, 김진형, 김강
  - 롯데 자이언츠 : 장원준, 장성우, 배장호, 오승택, 김민하
  - 넥센 히어로즈 : 고종욱, 김대우, 금민철, 박정준, 정회찬
  - LG 트윈스 : 박경수, 백창수, 윤지웅, 강병의, 유재호, 김창혁, 이범준, 배우열
  - 한화 이글스 : 김회성, 안영명, 윤규진, 이희근, 장민재, 김강석
  - NC 다이노스 : 오정복
  - SK 와이번스 : 고효준, 김문홍, 김주원, 김연훈, 김태훈, 문광은, 서진용, 윤석주, 최정민
  - KIA 타이거즈 : 곽정철, 박성호, 김다원

- 트레이드 영입 선수
  - 장민석 : 넥센 히어로즈 → 두산 베어스
  - 윤석민 : 두산 베어스 → 넥센 히어로즈
  - 조중근 : 넥센 히어로즈 → kt 위즈

- 영입 선수
  - 김수경 : 넥센 히어로즈(투수코치) → 고양 원더스
  - 오두철 : 고양 원더스 → KIA 타이거즈
  - 여정호 : 고양 원더스 → 두산 베어스

- 2차 드래프트 영입선수
  - 김주원 : SK 와이번스 → KT 위즈
  - 이윤학 : LG 트윈스 → KT 위즈
  - 김용성 : NC 다이노스 → kt 위즈
  - 이준형 : 삼성 라이온즈 → KT 위즈
  - 김동명 : 삼성 라이온즈 → KT 위즈
  - 김사연 : 넥센 히어로즈 → KT 위즈
  - 김영환 : 삼성 라이온즈 → KT 위즈
  - 신용승 : 삼성 라이온즈 → KT 위즈
  - 이동걸 : 삼성 라이온즈 → 한화 이글스
  - 이성진 : LG 트윈스 → 한화 이글스
  - 최윤석 : SK 와이번스 → 한화 이글스[6]
  - 김상현 : 두산 베어스 → KIA 타이거즈[7]
  - 김민우 : 넥센 히어로즈 → KIA 타이거즈
  - 김준 : SK 와이번스 → KIA 타이거즈
  - 이혜천 : 두산 베어스 → NC 다이노스
  - 김성계 : KIA 타이거즈 → NC 다이노스
  - 심재윤 : LG 트윈스 → NC 다이노스
  - 신현철 : 넥센 히어로즈 → SK 와이번스
  - 이정담 : 롯데 자이언츠 → SK 와이번스[8]
  - 김대유 : 넥센 히어로즈 → SK 와이번스
  - 이여상 : 한화 이글스 → 롯데 자이언츠
  - 심수창 : 넥센 히어로즈 → 롯데 자이언츠
  - 이상민 : NC 다이노스 → 넥센 히어로즈
  - 강지광 : LG 트윈스 → 넥센 히어로즈
  - 윤영삼 : NC 다이노스 → 넥센 히어로즈
  - 임재철 : 두산 베어스 → LG 트윈스
  - 이창호 : NC 다이노스 → LG 트윈스
  - 정혁진 : 두산 베어스 → LG 트윈스
  - 허준혁 : SK 와이번스 → 두산 베어스
  - 최영진 : LG 트윈스 → 두산 베어스
  - 양종민 : 롯데 자이언츠 → 두산 베어스
  - 이영욱 : SK 와이번스 → 삼성 라이온즈
  - 서동환 : 두산 베어스 → 삼성 라이온즈
  - 차화준 : NC 다이노스 → 삼성 라이온즈

- 은퇴
  - 박경완 : SK 와이번스 → 은퇴(SK 와이번스 2군 감독)
  - 정수성 : 넥센 히어로즈 → 은퇴(화성 히어로즈 주루코치)
  - 김일경 : LG 트윈스 → 은퇴(프런트 공부)
  - 정보명 : 롯데 자이언츠 → 은퇴(동의대 코치)
  - 강동우 : 한화 이글스 → 은퇴(두산 베어스 2군 타격코치)
  - 송산 : KIA 타이거즈 → 은퇴(오승환 선수 매니저)
  - 한겸 : 삼성 라이온즈 → 은퇴(연천 미라클 독립야구단으로 이적)

- 해외 진출 선수
  - 오승환 : 삼성 라이온즈 → 한신 타이거즈
  - 윤석민 : KIA 타이거즈 → 볼티모어 오리올스

- 신규 영입 외국인 선수
  - 두산 베어스 : 호르헤 칸투, 크리스 볼스테드
  - NC 다이노스 : 에릭 테임즈, 테드 웨버
  - 한화 이글스 : 펠릭스 피에, 케일럽 클레이, 앤드루 앨버스
  - 롯데 자이언츠 : 루이스 히메네스
  - 넥센 히어로즈 : 비니 로티노
  - 삼성 라이온즈 : J.D. 마틴, 야마이코 나바로
  - SK 와이번스 : 로스 울프, 루크 스캇
  - KIA 타이거즈 : 하이로 어센시오, 브렛 필, 데니스 홀튼
  - LG 트윈스 : 조쉬 벨, 코리 리오단, 에버렛 티포드,
  - kt 위즈[9]: 마이크 로리

- 재계약 성공 외국인 선수
  - 삼성 라이온즈 : 릭 반덴허크
  - 두산 베어스 : 더스틴 니퍼트
  - LG 트윈스 : 레다메스 리즈
  - 넥센 히어로즈 : 브랜던 나이트, 앤디 밴 헤켄
  - 롯데 자이언츠 : 셰인 유먼, 크리스 옥스프링
  - SK 와이번스 : 조조 레이예스
  - NC 다이노스 : 찰리 쉬렉, 에릭 해커

- 재계약 포기 외국인 선수
  - 삼성 라이온즈 : 에스마일린 카리다드
  - 두산 베어스 : 데릭 핸킨스
  - LG 트윈스 : 벤자민 주키치
  - KIA 타이거즈 : 헨리 소사, 두에인 빌로우
  - 한화 이글스 : 데니 바티스타, 대나 이브랜드
  - SK 와이번스 : 크리스 세든

- 방출 외국인 선수
  - LG 트윈스 : 레다메스 리즈 (사유: 부상)

### 시즌 중
- 트레이드 영입 선수
  - 김병현 : 넥센 히어로즈 → KIA 타이거즈
  - 김영광 : KIA 타이거즈 → 넥센 히어로즈
  - 조인성 : SK 와이번스 → 한화 이글스
  - 이대수 : 한화 이글스 → SK 와이번스
  - 김강석 : 한화 이글스 → SK 와이번스

- 방출 외국인 선수
  - 넥센 히어로즈 : 브랜든 나이트 (사유: 성적부진)
  - 한화 이글스 : 케일럽 클레이 (사유: 성적부진)
  - LG 트윈스 : 조쉬 벨 (사유: 성적부진 및 인성부족)
  - SK 와이번스 : 조조 레이예스 (사유: 성적부진 및 인성부족), 루크 스캇 (사유: 성적부진 및 인성부족), 로스 울프 (사유: 개인 사정)
  - 두산 베어스 : 크리스 볼스테드 (사유: 성적부진)
  - KIA 타이거즈 : 데니스 홀튼 (사유: 성적부진 및 부상)

- 신규 영입 외국인 선수
  - 넥센 히어로즈 : 헨리 소사
  - 한화 이글스 : 라이언 타투스코
  - LG 트윈스 : 브래드 스나이더
  - SK 와이번스 : 트레비스 번와트
  - 두산 베어스 : 유네스키 마야
  - KIA 타이거즈 : 저스틴 토마스

- 사임 코칭스태프
  - LG 트윈스 : 김기태(감독) (사유: 성적부진)
  - 한화 이글스 : 김성한(수석코치) (사유: 성적부진)
  - 롯데 자이언츠 : 권두조(수석코치) (사유: 성적부진)
- 선임 코칭스태프
  - LG 트윈스 : 양상문 (감독)
  - LG 트윈스 : 차명석 (코치, 2015시즌 코치로 복귀예정)
  - 넥센 히어로즈 : 류영수 (투수코치)

- 은퇴선수
  - 롯데 자이언츠 : 조성환
  - KIA 타이거즈 : 유동훈
  - KIA 타이거즈 : 김상훈
  - NC 다이노스 : 이현곤

### 시즌 후
- kt 특별지명권
  - 정현 : 삼성 라이온즈 → kt 위즈[10]
  - 장시환 : 넥센 히어로즈 → kt 위즈
  - 이성민 : NC 다이노스 → kt 위즈
  - 배병옥 : LG 트윈스 → kt 위즈
  - 김상현 : SK 와이번스 → kt 위즈
  - 정대현 : 두산 베어스 → kt 위즈
  - 용덕한 : 롯데 자이언츠 → kt 위즈
  - 이대형 : KIA 타이거즈 → kt 위즈
  - 윤근영 : 한화 이글스 → kt 위즈

- FA 이적 선수
  - 박경수 : LG 트윈스 → kt 위즈
  - 박기혁 : 롯데 자이언츠 → kt 위즈
  - 김사율 : 롯데 자이언츠 → kt 위즈
  - 장원준 : 롯데 자이언츠 → 두산 베어스
  - 권혁 : 삼성 라이온즈 → 한화 이글스
  - 배영수 : 삼성 라이온즈 → 한화 이글스[11]
  - 송은범 : KIA 타이거즈 → 한화 이글스
- FA 영입에 따른 보상선수 이적 선수
  - 김민수 : 한화 이글스 → 삼성 라이온즈(권혁의 보상선수 자격으로 이적)[12]
  - 임기영 : 한화 이글스 → KIA 타이거즈(송은범의 보상선수 자격으로 이적)[13]
  - 정재훈 : 두산 베어스 → 롯데 자이언츠(장원준의 보상선수 자격으로 이적)

- 은퇴
  - 허준 : NC 다이노스 → 은퇴(마산고등학교 야구부 코치)
  - 정진 : NC 다이노스 → 은퇴(울산공업고등학교 야구부 코치)
  - 양영동 : LG 트윈스 → 은퇴(LG 트윈스 2군 작전 및 3루 코치)
  - 류택현 : LG 트윈스 → 은퇴(LG 트윈스 2군 투수코치)
  - 강명구 : 삼성 라이온즈 → 은퇴(삼성 라이온즈 전력분석원)
  - 채상병 : 삼성 라이온즈 → 은퇴(삼성 라이온즈 배터리코치)
  - 제춘모 : SK 와이번스 → 은퇴(SK 와이번스 2군 투수코치)
  - 이명환 : NC 다이노스 → 은퇴

- 방출 선수
  - 삼성 라이온즈 : 강명구 채상병
  - 넥센 히어로즈 : 김성태
  - NC 다이노스 : 김건효 김병승 허준 정진 김종찬 박기민
  - LG 트윈스 : 양영동 임재철
  - SK 와이번스 : 제춘모 신윤호
  - 두산 베어스 : 김동주 여정호
  - 롯데 자이언츠 : 장성호
  - KIA 타이거즈 : 이대환 유재혁
  - kt 위즈 : 한윤기

- 방출후 이적선수
  - 장성호 : 롯데 자이언츠 → kt 위즈
  - 임재철 : LG 트윈스 → 롯데 자이언츠
  - 황선일 : LG 트윈스 → 한화 이글스
  - 권용관 : LG 트윈스 → 한화 이글스
  - 이주호 : LG 트윈스 → 한화 이글스
  - 임경완 : SK 와이번스 → 한화 이글스
  - 오윤 : 넥센 히어로즈 → 한화 이글스
  - 채기영 : 고양 원더스 → 한화 이글스
  - 정유철 : 고양 원더스 → 한화 이글스
  - 신정윤 : 고양 원더스 → 한화 이글스
  - 이대환 : KIA 타이거즈 → NC 다이노스
  - 이지혁 : 롯데 자이언츠 → NC 다이노스

## 시범 경기
- 기간 : 3월 8일 ~ 3월 23일

| 순위 | 구단          | 경기 | 승 | 무 | 패 | 승률  | 연속 | 게임차 |
| ---- | ------------- | ---- | -- | -- | -- | ----- | ---- | ------ |
| 1    | 두산 베어스   | 11   | 4  | 5  | 2  | 0.667 | 3승  | 0.0    |
| 2    | LG 트윈스     | 10   | 5  | 1  | 4  | 0.556 | 1승  | 0.5    |
| 2    | NC 다이노스   | 11   | 5  | 2  | 4  | 0.556 | 2승  | 0.5    |
| 4    | KIA 타이거스  | 12   | 6  | 1  | 5  | 0.545 | 1패  | 0.5    |
| 5    | 한화 이글스   | 12   | 4  | 4  | 4  | 0.500 | 2승  | 1.0    |
| 6    | 삼성 라이온즈 | 10   | 4  | 1  | 5  | 0.444 | 2패  | 1.5    |
| 6    | 넥센 히어로즈 | 12   | 4  | 3  | 5  | 0.444 | 4패  | 1.5    |
| 6    | SK 와이번스   | 11   | 4  | 2  | 5  | 0.444 | 1패  | 1.5    |
| 9    | 롯데 자이언츠 | 11   | 4  | 1  | 6  | 0.400 | 4패  | 2.0    |

## 정규 리그
- 기간 : 3월 29일 ~ 9월 14일
- 잔여경기 기간 : 10월 1일 ~ 10월 17일

개막 경기는 2012년도 순위를 기준으로1-5위, 2-6위, 3-7위, 4-8위 팀 간 경기로 편성하여, 1위에서4위팀 홈 구장인 대구(KIA-삼성), 문학(넥센-SK), 잠실(LG-두산), 사직(한화-롯데) 구장에서2연전으로 펼쳐진다. 4팀의 원정 개막 경기(롯데 제외)는 4월1일(화)부터3연전으로 치러진다.

## 경우의 수
한국프로야구에서 맨 처음으로 경우의 수가 발생한다. SK와 LG가 최종전에서 4위를 두고 다투는 경기였다. 우선 SK가 무조건 최종전을 이겨야 한다는 전제하에 LG가 져야 조건이다. SK가 이기고 LG가 지면 서로 승점이 같아지는데 승점이 같아질 경우 그 해의 서로 맞대결 승패를 따지게 된다. SK가 LG보다 승이 더 많으므로 SK가 4위에 진출할 수 있기 때문이다. 그러나 SK가 이기지 못하면 무조건 LG가 2014년 KBO 포스트시즌에 진출한다. 그러나, 실제로 SK가 최종전에서 이기지 못했기 때문에 LG도 최종전에서 비록 졌어도 2014년 KBO 포스트시즌 4위 주인공은 LG가 되었고 경우의 수를 따질 필요가 없었다.
| 범례                                                                        |
| --------------------------------------------------------------------------- |
| 우승한 팀 (포스트시즌 진출)                                                 |
| 최종전에서 이겨서 우승한 팀                                                 |
| 2~4위 야구팀                                                                |
| 최종전 승리 (포스트시즌 진출)                                               |
| 최종전과 다른 경기 상관없이 포스트시즌은 확정이지만 최종전에서 패배한 팀    |
| 최종전 승리와 다른 경기가 지면서 포스트시즌에 진출한 팀                     |
| 최종전에서 패배했지만 다른 경기에 의해 순위를 지키고 포스트시즌에 진출한 팀 |
| 최종전은 승리했으나 다른 경기의 결과 때문에 탈락한 팀                       |
| 결정적인 패배로 탈락한 팀                                                   |
| 5위 와일드카드 제도                                                         |
| 탈락 확정된 팀                                                              |

| 순위 | 팀명        | 승점          |                                   |             |
| ---- | ----------- | ------------- | --------------------------------- | ----------- |
| 4위  | LG 트윈스   | 62승 2무 63패 | 승리/무승부 패배 + SK 무승부/패배 | 패배 (탈락) |
| 5위  | SK 와이번스 | 61승 2무 64패 | 탈락 확정                         | 승리 4위    |

| 날짜             | 원정 팀     | 득점 현황 | 홈 팀         | 장소       | 결과 | 비고                                  |
| ---------------- | ----------- | --------- | ------------- | ---------- | ---- | ------------------------------------- |
| 2014년 10월 17일 | SK 와이번스 | 2 : 7     | 넥센 히어로즈 | 목동야구장 | 패배 | 자동 탈락                             |
| 2014년 10월 17일 | LG 트윈스   | 5 : 8     | 롯데 자이언츠 | 사직야구장 | 패배 | SK 와이번스의 패배로 포스트시즌 진출. |

### 팀 순위
이번 해 4위와 5위 최종 순위가 가려지지 않았는데 LG 트윈스는 롯데 자이언츠에게 비록 졌지만 반드시 먼저 이겨야 하는 SK 와이번스도 패해서 LG 트윈스가 그대로 4위로 포스트시즌에 진출할 수 있었다. 야구에서 경우의 수를 따지는 경우는 KBO 리그 역사상 처음이었다.
| 순위 | 구단          | 경기 | 승 | 무 | 패 | 승률  | 연속 | 게임차 | 포스트시즌        |
| ---- | ------------- | ---- | -- | -- | -- | ----- | ---- | ------ | ----------------- |
| 1    | 삼성 라이온즈 | 128  | 78 | 3  | 47 | 0.624 | 1패  | 0.0    | 한국시리즈 진출   |
| 2    | 넥센 히어로즈 | 128  | 78 | 2  | 48 | 0.619 | 6승  | 0.5    | 플레이오프 진출   |
| 3    | NC 다이노스   | 128  | 70 | 1  | 57 | 0.551 | 1패  | 9.0    | 준플레이오프 진출 |
| 4    | LG 트윈스     | 128  | 62 | 2  | 64 | 0.492 | 3패  | 16.5   | 준플레이오프 진출 |
| 5    | SK 와이번스   | 128  | 61 | 2  | 65 | 0.484 | 1패  | 17.5   | 진출실패          |
| 6    | 두산 베어스   | 128  | 59 | 1  | 68 | 0.465 | 1승  | 20.0   | 진출실패          |
| 7    | 롯데 자이언츠 | 128  | 58 | 1  | 69 | 0.457 | 1승  | 21.0   | 진출실패          |
| 8    | KIA 타이거즈  | 128  | 54 | 0  | 74 | 0.422 | 2승  | 25.5   | 진출실패          |
| 9    | 한화 이글스   | 128  | 49 | 2  | 77 | 0.389 | 5패  | 29.5   | 진출실패          |

### 통계

#### 타자 TOP
| 부문        | 선수   | 기록  |
| ----------- | ------ | ----- |
| 타율(AVG)   | 서건창 | 0.370 |
| 홈런(HR)    | 박병호 | 52    |
| 타점(RBI)   | 박병호 | 124   |
| 득점(R)     | 서건창 | 135   |
| 안타(H)     | 서건창 | 201   |
| 출루율(OBP) | 김태균 | 0.463 |
| 장타율(SLG) | 강정호 | 0.739 |
| 도루(SB)    | 김상수 | 53    |

#### 투수 TOP
| 부문          | 선수         | 기록  |
| ------------- | ------------ | ----- |
| 승리(W)       | 앤디 밴 헤켄 | 20    |
| 평균자책(ERA) | 릭 밴덴헐크  | 3.18  |
| 탈삼진(SO)    | 릭 밴덴헐크  | 180   |
| 세이브(SV)    | 손승락       | 32    |
| 홀드(HLD)     | 한현희       | 31    |
| 승률(WPCT)    | 헨리 소사    | 0.833 |

### 시즌 기록
- 1호 안타 : LG 트윈스 박용택 (상대투수: 더스틴 니퍼트)
- 1호 2루타 : KIA 타이거즈 신종길 (상대투수: 윤성환)
- 1호 3루타 : 두산 베어스 양의지 (상대투수: 김선우)
- 1호 득점 : KIA 타이거즈 김주찬 (타점타자: 이범호)
- 1호 타점 : KIA 타이거즈 이범호 (상대투수: 윤성환)
- 1호 도루 : 삼성 라이온즈 김상수 (상대포수: 차일목)
- 1호 도루자 : 넥센 히어로즈 강정호 (상대포수: 정상호)
- 1호 주루사 : SK 와이번스 김강민 (보살수비선수: 비니 로티노)
- 1호 희생타 : SK 와이번스 정상호 (상대투수: 앤디 밴 헤켄)
- 1호 볼넷 : SK 와이번스 김강민 (상대투수: 앤디 밴 헤켄)
- 1호 사구 : 두산 베어스 정수빈 (상대투수: 김선우)
- 1호 삼진투수 & 타자 : SK 와이번스 김광현 & 넥센 히어로즈 이택근
- 1호 스트라이크낫아웃출루 : 넥센 히어로즈 이성열 (상대투포수: 로스 울프, 조인성)
- 1호 병살타 : 두산 베어스 민병헌 (상대투수: 류택현)
- 1호 실책 : 삼성 라이온즈 박한이 (상대타자: 김주찬)
- 1호 폭투 : SK 와이번스 로스 울프 (상대타자: 이성열
- 1호 솔로홈런 : 두산 베어스 양의지 (상대투수: 김선우)
- 1호 2점홈런 : SK 와이번스 박정권 (상대투수: 박성훈)
- 1호 3점홈런 : 두산 베어스 호르헤 칸투 (상대투수: 김선우)
- 1호 만루홈런 : LG 트윈스 이진영 (상대투수: 최병욱)
- 1호 백투백홈런 : 삼성 라이온즈 박석민, 최형우 (상대투수: 송창식) (종전기록: 2013년 10월 6일 두산 베어스 홍성흔, 이원석)
- 1호 백투백투백홈런 : NC 다이노스 이종욱, 나성범, 이호준 (상대투수: 문성현, 윤영삼) (종전기록: 2013년 8월 3일 두산 베어스 최준석(현 롯데 자이언츠), 홍성흔, 오재원)
- 1호 승리투수 : KIA 타이거즈 홀튼
- 1호 홀드투수 : KIA 타이거즈 서재응
- 1호 세이브투수 : KIA 타이거즈 어센시오
- 1호 블론세이브 : SK 와이번스 채병용
- 1호 끝내기 안타 : NC 다이노스 이종욱 (상대투수: 손승락)
- 1호 끝내기 홈런 : 롯데 자이언츠 히메네스 (상대투수: 정찬헌)
- 1호 완투승 : 두산 베어스 니퍼트 (상대 팀: 삼성 라이온즈)
- 1호 사이클링히트 : 두산 베어스 오재원 (상대 팀: 한화이글스 1루타-홈런-2루타(이상 상대투수 앤드루 앨버스)-2루타(상대투수 윤근영-3루타(상대투수 황재규)) (종전기록: 2013년 7월 5일 LG 트윈스 이병규)
- 1호 퇴장 : LG 트윈스 정찬헌 (상대타자 정근우에게 연속으로 2회 몸에 맞는 볼을 허용하고 주심으로부터 퇴장조치선언)
- 1호 헤드샷 퇴장 : 롯데 자이언츠 크리스 옥스프링 (상대타자 나지완에게 5구에 머리를 맞아 자동퇴장조치)
- 1호 완봉승 : KIA 타이거즈 임준섭 (6월 22일 5회 강우콜드 완봉인정 완봉승)
- 1호 노히트노런 : NC 다이노스 찰리 쉬렉 (LG 트윈스를 상대로 6월 24일 9이닝 무피안타 7탈삼진 3볼넷 피칭)(역대 14번째이자 외국인선수최초 노히트노런)
- 1호 트리플플레이 : LG 트윈스 이병규(9) (상대투수: 고효준, 초구의 타구가 3루수 최정에게 라인드라이브로 잡혀 2루 이병규(7), 1루 이진영이 차례대로 아웃)
- 1호 20홈런-20도루 : 삼성 라이온즈 야마이코 나바로
- 개막전 홈런 : 양의지(김선우), 루크 스캇(앤디 밴 헤켄), 호르헤 칸투(김선우), 오재원(류택현), 박정권(박성훈), 정성훈(정재훈)<이상 3월 29일 개막팀> 박종윤(케일럽 클레이), 고동진(크리스 옥스프링)<이상 3월 30일 개막팀>[14]
- 1호 서스펜디드게임 : 8월 5일 NC다이노스 VS 롯데자이언츠 (1-1로진행 중이던 5회초 2사 1루 NC 김종호의타석에서 3루쪽 관중석 조명탑 고장으로 서스펜디드게임선언)(역대7번째)

### 달성 기록
- 3월 29일 LG 트윈스 류택현 한국프로야구 최초로 투수 900경기 출장
- 3월 30일 LG 트윈스 임지섭 한국프로야구 통산 4번째 고졸신인 데뷔 첫 선발등판경기 선발승(종전기록: 한화 이글스 류현진(현 로스엔젤레스 다저스))
- 4월 9일 넥센 히어로즈 강정호 한국프로야구 63번째 통산 100홈런(종전기록: 넥센 히어로즈 박병호 2013년 7월 9일 롯데 자이언츠전), (유격수로써는 3번째<종전: 이종범, 박진만>)
- 4월 13일 넥센 히어로즈 하영민 한국프로야구 통산 5번째 고졸신인 데뷔 첫 선발등판경기 선발승
- 4월 25일 두산 베어스 오재원 한국프로야구 22번째 7년연속 두자릿수 도루
- 4월 26일 두산 베어스 김현수 한국프로야구 64번째 통산 100홈런
- 4월 26일 두산 베어스 김현수 한국프로야구 67번째 통산 1000안타
- 5월 5일 삼성 라이온즈 김상수 한국프로야구 34번째 6년연속 두자릿수 도루
- 5월 5일 넥센 히어로즈 박병호 4년연속 두자릿수 홈런
- 5월 6일 롯데 자이언츠 3이닝 연속 타자일순(종전 기록:2이닝 연속 타자 일순)
 두산베어스 홍성흔 한국 프로 야구 통산 10번째 1000타점(상대투수:유먼)
한화 이글스 정근우 한국프로야구 11번째 9년연속 두자릿수 도루
- 5월 20일 KIA 타이거즈 나지완 한국프로야구 65번째 통산 100홈런
- 5월 22일 삼성 라이온즈 박석민 7년연속 두자릿수 홈런
- 5월 23일 두산 베어스 정수빈 한국프로야구 35번째 6년연속 두자릿수 도루
- 5월 24일 삼성 라이온즈 최형우 7년연속 두자릿수 홈런
- 5월 26일 두산 베어스 오재원 한국프로야구 16번째 사이클링히트
- 5월 31일 롯데 자이언츠 29개로 한경기 팀 최다 안타(종전기록:삼성 라이온즈 27개)
- 6월 4일 NC 다이노스 박명환 역대 5번째 통산 1400탈삼진(종전기록: 한화 이글스 정민철 2004년 , 상대타자: 넥센 히어로즈 박헌도)
 삼성 라이온즈 이승엽 통산 4번째 3년 연속 30홈런
- 6월 15일 삼성 라이온즈 안지만 대구 두산전에서 LG 류택현이 가지고 있는 최다 홀드기록인 122개를 경신
- 6월 17일 NC 다이노스 이호준 역대 11번째 통산 1000타점(종전기록: 두산 베어스 홍성흔 2014년 5월 6일, 상대투수: 롯데 자이언츠 김성배)
- 6월 24일 NC 다이노스 찰리 쉬렉 역대 11번째 노히트 노런(종전기록: 한화 이글스 송진우 2000년 5월 28일, 상대팀: LG 트윈스)
- 7월 8일 삼성 라이온즈 임창용 대구 롯데전에서 공 1개로 병살을 잡아 역대 최초 1구 병살 처리 세이브
- 8월 30일 삼성 라이온즈 역대 최초 팀 통산 56000루타 달성
- 9월 9일 NC 다이노스 이종욱 역대 16번째 끝내기 만루홈런(종전기록: KIA 타이거즈 차일목, 상대투수: 삼성 라이온즈 차우찬)
 NC 다이노스 이현곤 통산 112번째 1000경기 출장(종전기록: SK 와이번스 김강민)
- 10월 6일 엘지 트윈스 신정락, 유원상, 신재웅 한국프로야구 역대 최초 팀 노히트노런
- 10월 13일 넥센 히어로즈 서건창 한국프로야구 최초 197안타(종전기록: 해태 타이거즈 이종범(196안타, 1994년))
- 10월 14일 넥센 히어로즈 박병호 한국프로야구 4번째 50,51 홈런 (이전기록: 삼성 라이온즈 이승엽, 현대 유니콘스 심정수
넥센 히어로즈 앤디 밴 헤켄 20승 달성
- 10월 16일 서건창 한국프로야구 최초 한 시즌 200 안타

### 월간 MVP
| 월  | 선수   | 소속 | 포지션 |
| --- | ------ | ---- | ------ |
| 4월 | 유희관 | 두산 | 투수   |
| 5월 | 박병호 | 넥센 | 1루수  |
| 6월 | 찰리   | NC   | 투수   |
| 7월 | 강정호 | 넥센 | 유격수 |
| 8월 | 강정호 | 넥센 | 유격수 |

## 포스트 시즌

### 최종 순위
| 순위 | 구단          | 경기 | 승 | 무 | 패 | 승률  | 연속 | 게임차 |
| ---- | ------------- | ---- | -- | -- | -- | ----- | ---- | ------ |
| 1    | 삼성 라이온즈 | 128  | 78 | 3  | 47 | 0.624 | 1패  | 0.0    |
| 2    | 넥센 히어로즈 | 128  | 78 | 2  | 48 | 0.619 | 6승  | 0.5    |
| 3    | NC 다이노스   | 128  | 70 | 1  | 57 | 0.556 | 1패  | 9.0    |
| 4    | LG 트윈스     | 128  | 62 | 2  | 64 | 0.492 | 3패  | 16.5   |
| 5    | SK 와이번스   | 128  | 61 | 2  | 65 | 0.484 | 1패  | 17.5   |
| 6    | 두산 베어스   | 128  | 59 | 1  | 68 | 0.465 | 1승  | 20.0   |
| 7    | 롯데 자이언츠 | 128  | 58 | 1  | 69 | 0.457 | 1승  | 21.0   |
| 8    | KIA 타이거즈  | 128  | 54 | 0  | 74 | 0.422 | 2승  | 25.5   |
| 9    | 한화 이글스   | 128  | 49 | 2  | 77 | 0.383 | 5패  | 29.5   |

## 올스타전
2014년 한국프로야구 올스타전은 7월 18일 장소는 광주기아챔피언스필드이다.

## 경기 중계
- MBC 스포츠+
- XTM
- SBS 스포츠
- KBS N 스포츠

개막전 중계
- MBC TV
- SBS TV
- KBS 2TV

준플레이오프 중계
- MBC TV
- SBS TV
- KBS 2TV

라디오 중계
- TBC Dream FM (대구,경북)
- KNN Radio (부산,경남)
- TJB POWER FM (대전,충남,세종)
- kbc My FM (광주,전남)